# St. Leonhard (Fürstenfeldbruck)

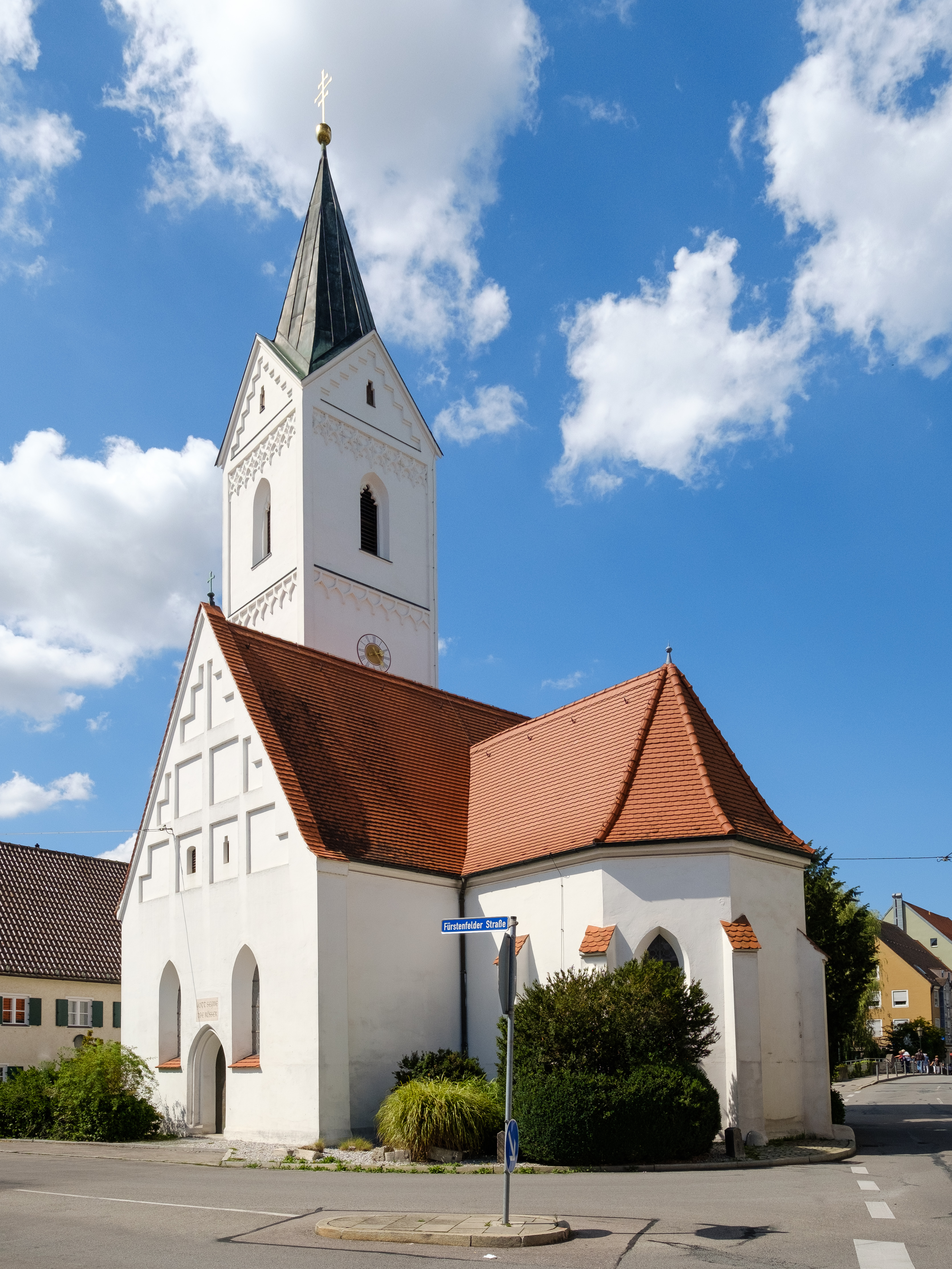
Gesamtansicht von der Fürstenfelder Straße

Die katholische Nebenkirche St. Leonhard ist ein spätgotischer Sakralbau im Zentrum der Kreisstadt Fürstenfeldbruck in Oberbayern. Das kleine Gotteshaus hat sich seine mittelalterliche Raumschale in einer für Oberbayern seltenen Geschlossenheit bewahrt und dient heute auch als Kriegergedächtnisstätte.

## Geschichte
Die Zisterzienser förderten insbesondere die Verehrung des hl. Leonhard. Die Wallfahrt im nahen Inchenhofen, die dem Kloster Fürstenfeld unterstand,  entwickelte sich gar zu einer der bedeutendsten in Europa.  Die „Kirchenkapelle“ (Volksmund) zu Bruck wurde 1440 geweiht, die Ausstattung war jedoch 1452 noch nicht vollständig. Der Konvent war damals offenbar in finanziellen Schwierigkeiten.
In der Mitte des 17. Jahrhunderts wurden die spätgotischen Dekorationsmalereien in Langhaus und Chor in frühbarocken Formen erneuert.
Die Einwohner des Marktes gelobten 1743 anlässlich einer Viehseuche ein jährliches Votivamt. Der hl. Leonhard gilt seit dem 16. Jahrhundert als Patron der Tiere, insbesondere der Pferde. Die Leonhardifahrt wird seit 1966 regelmäßig unternommen, ab 1921 fand sie nur in unregelmäßigen Abständen statt. Jedoch geht dieser Ritt auf ältere Traditionen zurück. Die beiden Portale im Süden und Norden ermöglichten das Hindurchreiten durch den Kirchenraum zum Empfang des Segens, später soll allerdings um die Kirche geritten worden sein. Ein ähnlicher Brauch ist der „Willibaldsritt“ im nahen Jesenwang. Warum die dortige Wallfahrtskirche allerdings dem hl. Bischof von Eichstätt geweiht wurde, bleibt Spekulation.
Im Zuge der Säkularisation wäre St. Leonhard beinahe abgerissen worden. Jedoch konnte der Markt das Kirchlein 1803 erwerben und als Nebenkirche erhalten. Der Turm erhielt eine barocke Zwiebelhaube, auch die Fenster wurden rundbogig verändert. Diese Veränderungen machte man 1854/55 wieder rückgängig. Der Turm erhielt seinen neugotischen Spitzhelm, die Fenster wieder Spitzbogenform. Aus dieser Zeit stammen auch der Hochaltar mit der Darstellung des Titelheiligen und die beiden Seitenaltäre, die dem hl. Josef und der „Unbefleckten Empfängnis“ geweiht sind.
Diese neugotische Ausstattung räumte man 1957/58 größtenteils aus. Die Kirche wurde Kriegergedächtnisstätte.
Die Generalsanierung der Jahre 1992/93 brachte die Altäre zurück in den Sakralraum. Die Namen der Gefallenen sind seitdem auf Acryltafeln angebracht, hinter denen Beispiele der älteren Ausmalung freigelegt wurden.

## Beschreibung
St. Leonhard steht am südlichen Ufer der Amper in städtebaulich hervorgehobener Position direkt hinter dem namengebenden Flussübergang. Die Hauptstraße des früheren Marktes „Bruck“ schließt sich am Nordufer an und wird vom Querbau des neuen Rathauses abgeschlossen.
Der ungewöhnliche Grundriss ist kreuzförmig angelegt. Der Chor schließt dreiseitig, nach Westen ist das querschiffartige Langhaus angefügt. Dann folgt der hohe, quadratische Turm mit seinem neugotisch veränderten Helm. Das Äußere ist weiß verputzt. Die Gliederung besteht aus rechteckigen Putzfeldern und getreppten Friesen unter den Giebeln, den Turm schmücken einfache Maßwerkfriese.
Die Netzgewölbe des Kapellenraumes ruhen auf zwei schlichten Rundsäulen. Die Rippen gehen direkt in die Pfeiler über, Schlusssteine fehlen. Der Chor wird von einem Kreuzgewölbe überspannt, hier finden sich im Gegensatz zum Langhaus zwei runde Schlusssteine. Die Rippen werden von Laubwerk- und Kopfkonsolen getragen.
Die ursprüngliche florale Bemalung der Wände und Gewölbeflächen wurde in der Mitte des 17. Jahrhunderts übertüncht (einige Teile freigelegt). An ihre Stelle trat die erhaltene und teilweise ergänzte Ausschmückung aus 68 figürlichen Darstellungen (Apostelzyklus, Engel mit Leidenswerkzeugen u. a.).
Anlässlich der Restaurierung von 1992/93 kam auch die neugotische Ausstattung in die Kirche zurück, die 1957/58 bis auf das Altarblatt entfernt worden war. Die beiden Seitenaltäre und der Hochaltar werden noch durch einen Kreuzweg (19. Jahrhundert) aus dem Diözesanmuseum in Freising (Dauerleihgabe) ergänzt.
Der nachgotische „Erbärmde-Christus“ (Christus als Schmerzensmann) kam erst 1897 in das Gotteshaus. Das spätgotische Hängekreuz am Chorbogen ist wahrscheinlich ein Rest der ursprünglichen Ausstattung.
Gotik, Frühbarock und Historismus ergänzen sich hier in durchaus stimmiger Weise. Eine Wiederherstellung des ursprünglichen spätgotischen Zustandes wäre bei der Generalsanierung sicher möglich gewesen, doch hätte dies den Verlust der bedeutenden Ausmalung des 17. Jahrhunderts bedeutet.

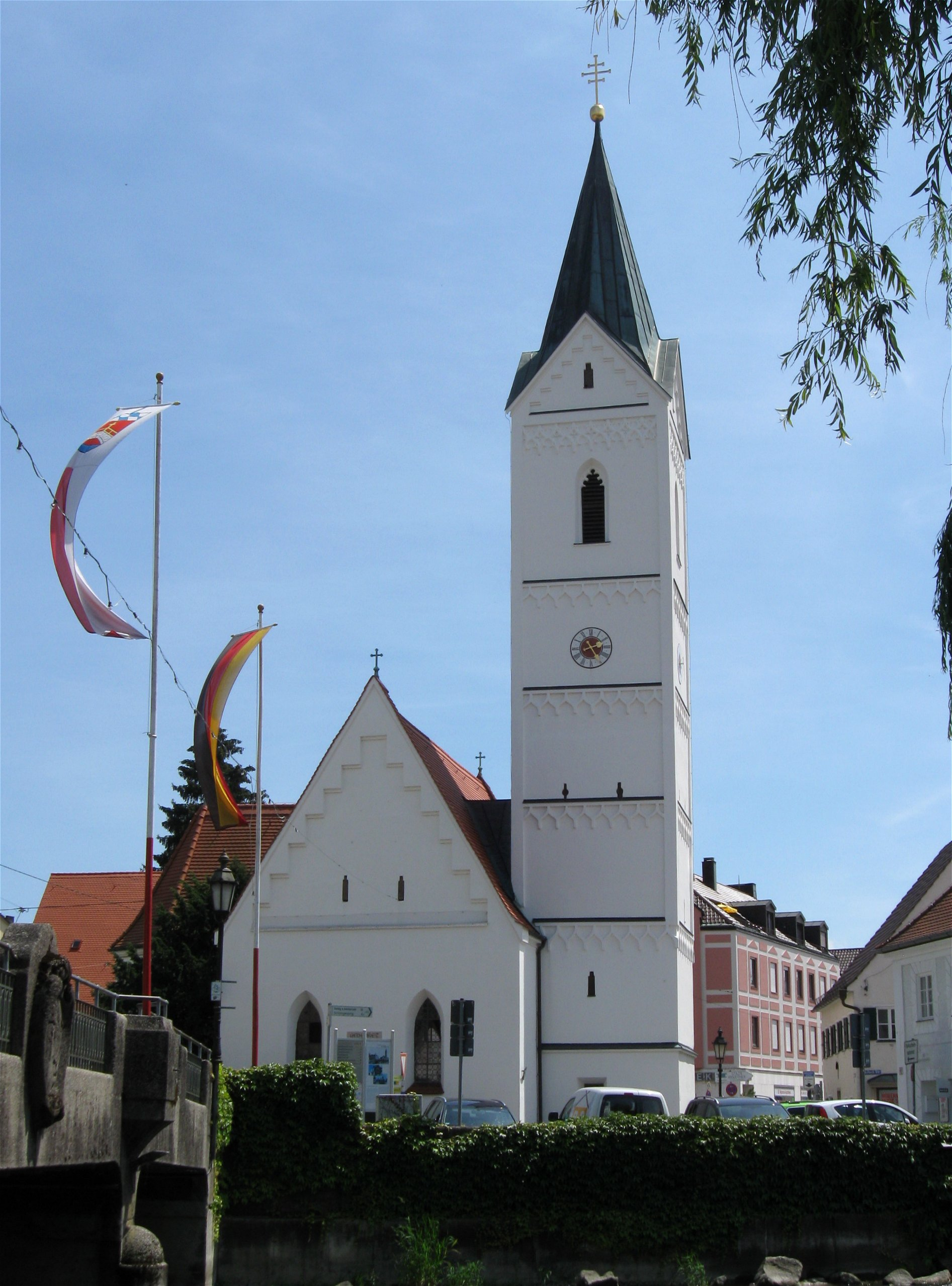
Von der Amper gesehen
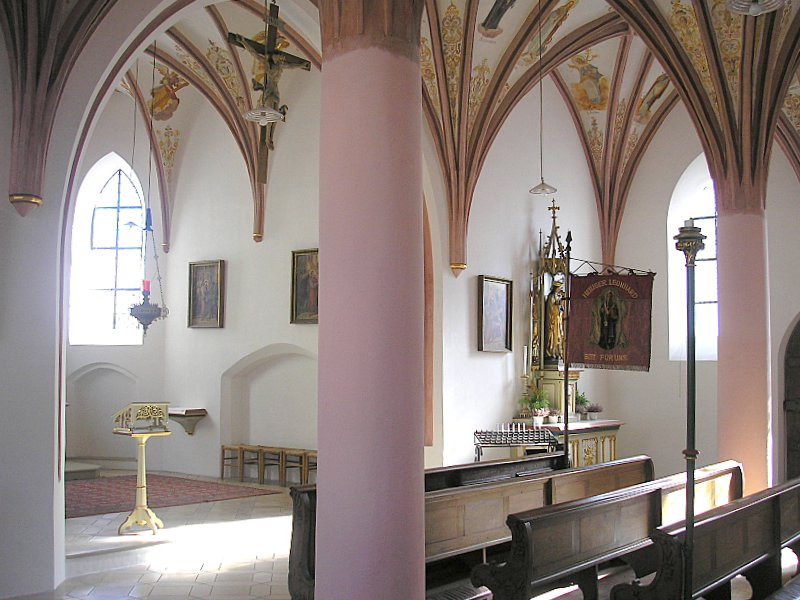
Schrägblick in den Kirchenraum
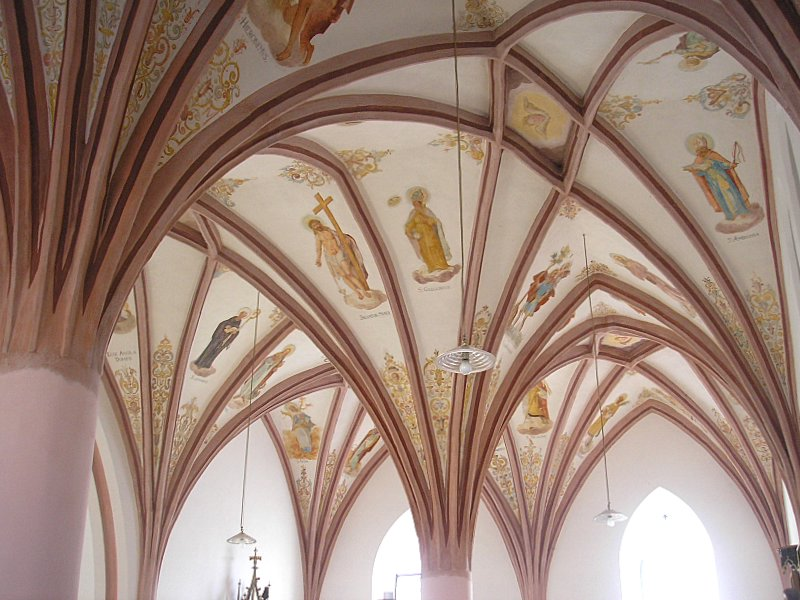
Gewölbe im Langhaus
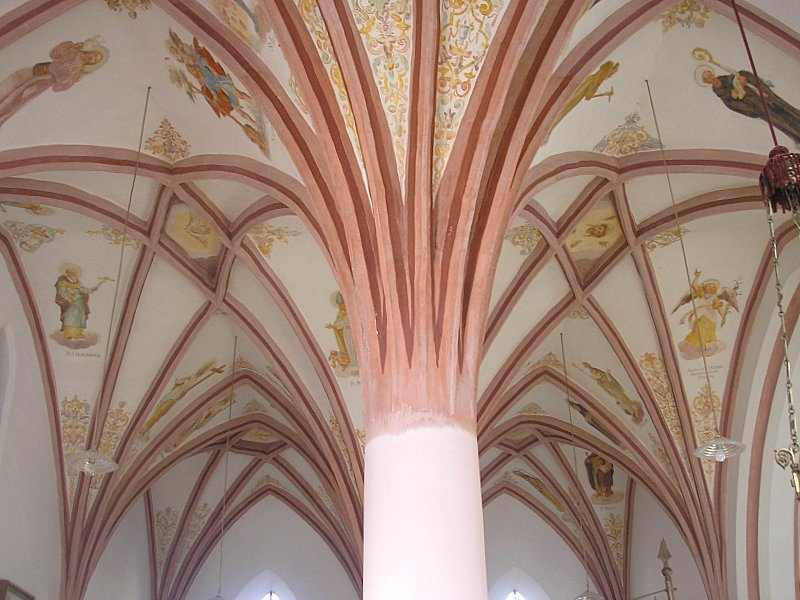
Gegenblick nach Norden
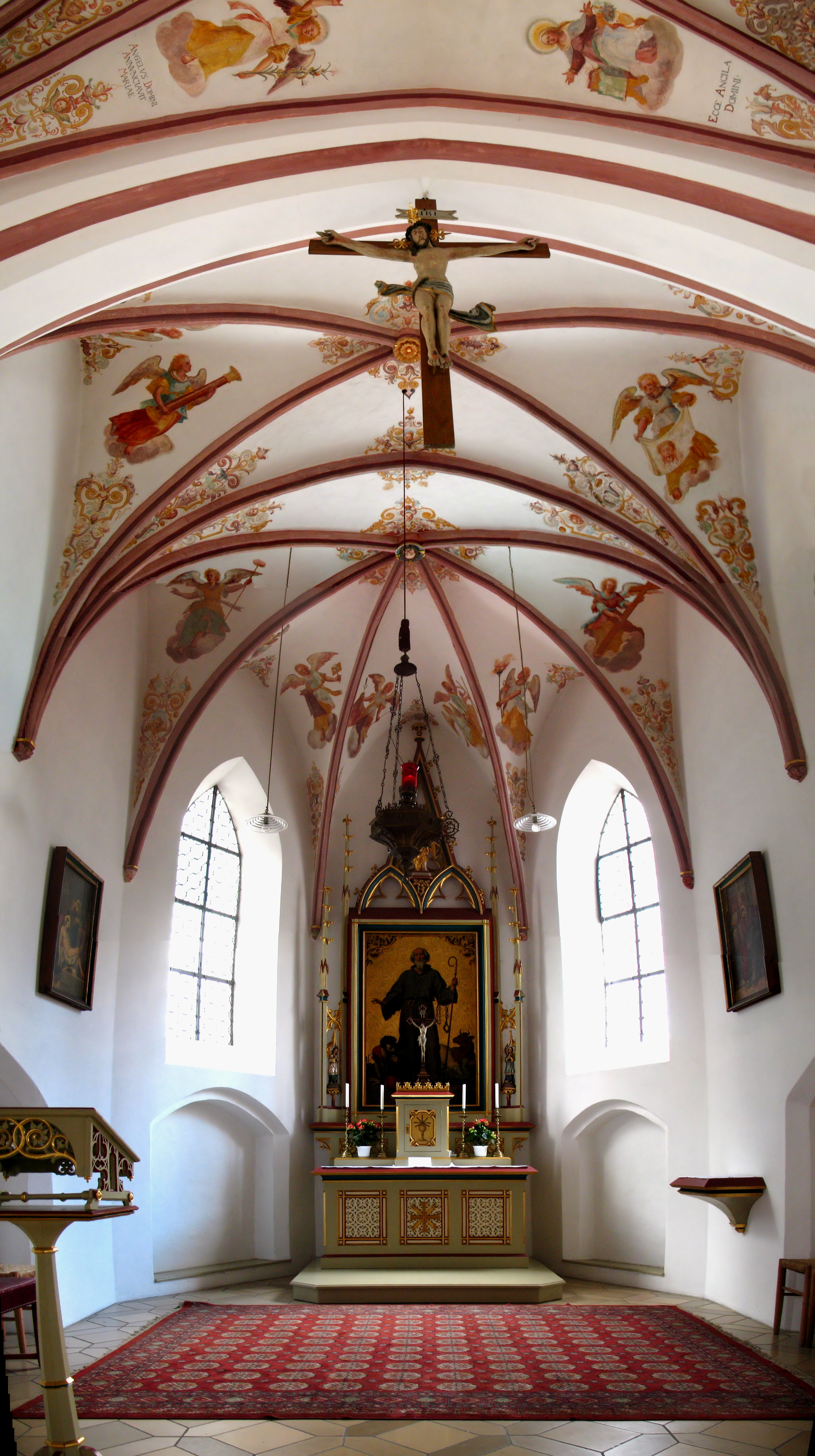
Altar und Decke
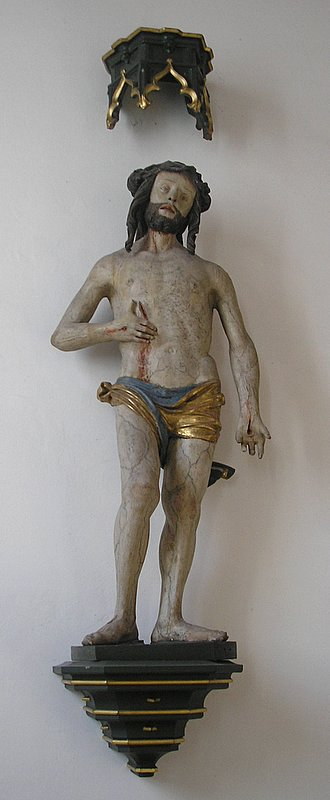
Der „Erbärmde-Christus“ im Langhaus